# Lithurgus
Kamieniarka (Lithurgus) – rodzaj samotnych pszczół z rodziny miesierkowatych (Megachilidae).
Samice budują gniazda w martwym drewnie, w samodzielnie wygryzionych korytarzach. Pyłek będący pokarmem dla larw jest zbierany z roślin z rodziny złożonych. Do gniazda przenoszony jest w szczoteczce znajdującej się na spodzie odwłoka, podobnie jak innych samotnych przedstawicieli miesierkowatych, np. miesierek, murarek czy nożycówek. 
W Europie Środkowej występują dwa gatunki z tego rodzaju – Lithurgus cornutus i Lithurgus chrysurus. L. cornutus został stwierdzony w Polsce w 2020 roku, będąc pierwszym i jak dotąd jedynym gatunkiem kamieniarki występującej w Polsce. Zaobserwowane w rejonie Lublina i Puław osobniki należały do podgatunku L. c. fuscipennis. Wcześniej, bo w 2019 roku, L. cornutus został po raz pierwszy zaobserwowany w Niemczech.